# 素数定数
素数定数（そすうていすう、英: prime constant）は2進法の小数点以下 n 桁目を、n が素数ならば 1、そうでなければ 0 とした実数であり、記号 ρ で表される：
{\displaystyle \rho =0.011010100010100010100010000\ldots _{2}}（オンライン整数列大辞典の数列 A010051）
10進法では
{\displaystyle \rho =0.414682509851111660248109622\ldots }（オンライン整数列大辞典の数列 A051006）
となる。
言い換えると、ρ は2進展開が素数全体からなる集合 {\displaystyle \mathbb {P} } の指示関数 {\displaystyle \chi _{\mathbb {P} }} に対応する数である：
{\displaystyle \rho =\sum _{p\in \mathbb {P} }{\frac {1}{2^{p}}}=\sum _{n=1}^{\infty }{\frac {\chi _{\mathbb {P} }(n)}{2^{n}}}.}

## 無理数性
ρが無理数であることは背理法を用いて容易に証明できる。
ρ の2進展開での k 桁目をr_kとする。ρが合成数とすると任意の自然数 i に対して、r_n = r_{n+ik}が　N < n、に対して成立する正の整数 N と k が存在する。
素数は無限に存在するため、N < p なる素数が存在し、定義によりr_p = 1である。前述の通り、任意の i に対して r_p = r_{p+ik}である。i=pを考えると、添字は素因数分解されるため、1< k+1 に対して r_{p+ik} = r_{p+pk} = r_{p(k+1)} = 0 である。したがって、r_p ≠ r_{p(k+1)}となり、矛盾するため、ρは無理数である。